# Albrecht Beutelspacher
Albrecht Beutelspacher (Tübingen, 5 de junho de 1950) é um matemático alemão.
É professor de matemática na Universidade de Giessen desde 1988, onde realiza pesquisas sobre geometria e matemática discreta, no Instituo de Matemática. É diretor do Mathematikum, o primeiro museu sobre matemática da Alemanha, em Gießen.
Como autor é reconhecido pelo seu estilo descontraído e de fácil e agradável leitura, lembrando tratar-se de livros sobre matemática.

## Biografia
Estudou matemática de 1969 a 1973 na Universidade de Tübingen. Seguiu então os estudos na Universidade de Mogúncia, obtendo o doutorado em 1976, sob a supervisão de Judita Cofman, com a tese Teilfaserungen und Parallelismen in endlichdimensionalen projektiven Räumen. Continuou nesta universidade até 1982, como pesquisador associado, onde foi então professor em tempo parcial, até 1985. Trabalhou então por dois anos
no departamento de pesquisas da Siemens AG. Desde 1988 é professor de geometria e matemática discreta da Universidade de Gießen.
Fundou em 2002 o Mathematikum. Escreve uma coluna no periódico Bild der Wissenschaft.
Desde 2007 é moderador do programa Mathematik zum Anfassen, da emissora de televisão BR-alpha.

## Prêmios
- 2000 - primeiro a receber o recém criado Communicator-Preis da Deutsche Forschungsgemeinschaft, com o qual são premiados pesquisadores que levam ao público leigo os resultados de seu trabalho
- 2003 - recebeu o distintivo de honra da Sociedade Matemática Alemã
- 2004 - pela criação do Mathematikum recebeu o primeiro Deutscher IQ-Preis. Em 28 de agosto recebeu em Leipzig o Benedictus-Gotthelf-Teubner-Förderpreis 2004[1]
- 2004 - recebeu o Prêmio IQ da Mensa, por sua matemática.
- 2005 - nominado para o Prêmio Descartes da Comissão Europeia
- 2008 - recebeu o Hessischer Kulturpreis por suas contribuições para a popularização da matemática

## Obras
- Geheimsprachen. Geschichte und Techniken. 3ª edição. Munique : C.H. Beck, 2002, ISBN 3-406-49046-8
- Kryptologie. 7ª edição. Braunschweig e Wiesbaden : Vieweg, 2005, ISBN 3-528-38990-7
- Mathematik für die Westentasche. Munique : Piper, 2001, ISBN 3-492-04353-4
- In Mathe war ich immer schlecht. 3ª edição. Braunschweig e Wiesbaden : Viewg, 2001, ISBN 3-528-26783-6
- Pasta all´infinito. Meine italienische Reise in die Mathematik. 2ª edição. Munique : C.H. Beck, 2000, ISBN 3-406-45404-6
- com Bernhard Petri: Der goldene Schnitt. 2ª edição. Heidelberg, Berlin, Oxford : Spektrum, 1996, ISBN 3-86025-404-9
- com U. Rosenbaum: Projektive Geometrie. Von den Grundlagen bis zu den Anwendungen. Braunschweig e Wiesbaden : Vieweg, 1992
- Das ist o.B.d.A. trivial! Braunschweig e Wiesbaden : Vieweg, 1991, ISBN 3-528-06442-0
- com A. Kersten e A. Pfau: Chipkarten als Sicherheitswerkzeug. Heidelberg : Springer-Verlag, 1991
- Luftschlösser und Hirngespinste. Braunschweig e Wiesbaden : Vieweg, 1986
- Lineare Algebra. Wiesbaden : Vieweg, 1994, 6ª edição 2003, ISBN 3-528-56508-X
- Einführung in die endliche Geometrie; I. Blockpläne. B.I. Wissenschaftsverlag
- Einführung in die endliche Geometrie; II. Projektive Räume. B.I. Wissenschaftsverlag
- The Theory of finite linear Spaces. Cambridge University Press
- Diskrete Mathematik für Einsteiger. Vieweg
- com Jörg Schwenk e Klaus-Dieter Wolfenstetter: Moderne Verfahren der Kryptographie. Von RSA zu Zero-Knowledge. 6ª edição. Vieweg, 2006, ISBN 3-528-36590-0
livro com grau de dificuldade intermediário, que didaticamente é intermediário entre matemática formal e introdução compreensível.
- com Heike B. Neumann e Thomas Schwarzpaul: Kryptographie in Theorie und Praxis. Mathematische Grundlagen für elektronisches Geld, Internetsicherheit und Mobilfunk. 1ª edição. Vieweg, 2005, ISBN 3-528-03168-9
- Christian und die Zahlenkünstler. Eine Reise in die wundersame Welt der Mathematik. Munique : C.H. Beck, 2005, ISBN 3-406-52708-6
- Lineare Algebra. Eine Einführung in die Wissenschaft der Vektoren, Abbildungen und Matrizen Vieweg, ISBN 3-528-46508-5